# Marcas de identificación: Ninguna
Marcas de identificación: Ninguna (en polaco: Rysopis) es un drama polaco del año 1964 dirigido por Jerzy Skolimowski. Siendo este su debut, tras los cortos Erotique, Little Hamlet, The Menacing Eye, Boxing y Your Money or Your Life .
La película es la primera en presentar el alter ego de Skolimowski, Andrzej Leszczyc Siendo el mismo director, su protagonista. En 29 tomas, muestra a Andrzej despertando, dejando a su novia dormida mientras se presenta para el servicio militar obligatorio, luego de ser interrogado por la cúpula estatal. después de haber decidido dejar su vida como estudiante de ictiología. La película sigue las horas que le quedan de vida civil. Es notable el retrato de la vida cotidiana en la Polonia de los 60. 
Jean Luc-Godard le escribió una carta al director recomendándole no ponerle atención a la crítica americana (que fue mixta por no decir negativa). Llegó incluso a nombrarlo junto con si mismo como los mejores directores de la historia.

## Reparto[2]
- Elżbieta Czyżewska como Teresa/Bárbara/ la esposa de Leszczyc
- Jerzy Skolimowski como Andrzej Leszczyc
- Jacek Szczek como Mundek
- Juliusz Lubicz-Lisowski como hombre en la cabina telefónica
- Marek Piwowski como hombre en la oficina del draft
- Tadeusz Minc
- Andrzej Żarnecki